# Матукас, Радвилас
Радвилас Матукас (род. 24 декабря 1987) — литовский самбист и дзюдоист, чемпион и призёр первенств Литвы среди юниоров, чемпион (2004, 2007—2011), серебряный (2006, 2016) и бронзовый (2003) призёр чемпионатов Литвы по дзюдо, победитель и призёр международных турниров по дзюдо, серебряный (2015) и бронзовый (2009, 2014) призёр чемпионатов Европы по самбо, бронзовый призёр Всемирных игр боевых искусств 2013 года по самбо, бронзовый призёр Европейских игр 2015 года по самбо, бронзовый призёр чемпионата мира по самбо 2012 года. По самбо выступал в первой средней (до 82 кг) и второй средней (до 90 кг) весовых категориях.